# Гренсе-Якобсэльв
Гренсе-Якобсэльв (норв. Grense Jakobselv, фин. Vuoremijoki) — бывший населённый пункт, расположенный в устье реки Ворьема на побережье Баренцева моря в провинции Финнмарке, Норвегия. Расположен в 54 км к востоку от Киркенеса. Дорога между Киркенесом и Гренсе-Якобсэльвом (дорога 886) частично проходит вдоль границы через КПП Стурскуг, единственный КПП на норвежско-российской границе. С российской стороны границы находится КПП Борисоглебский.
По реке проходит граница между Россией и Норвегией, с норвежской стороны здесь располагается пограничная застава. Контрольно-пропускных пунктов здесь нет. Посёлок заброшен, оживает только летом. Последним его жителем был Юрий Дмитриевич Козырев, русский по национальности.

## Достопримечательности и особенности

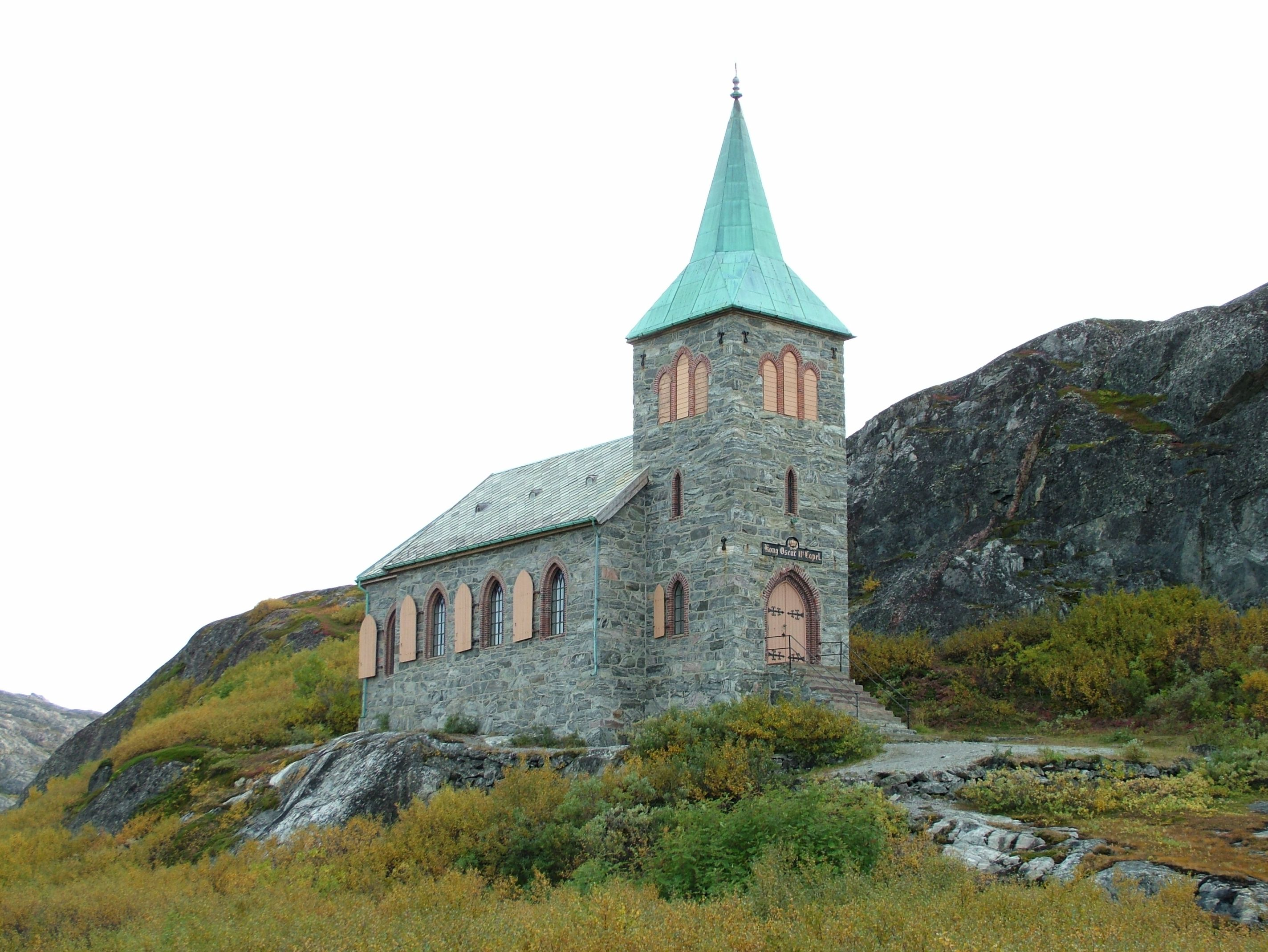
Часовня Короля Оскара II

В Гренсе-Якобсэльве есть небольшая каменная часовня, построенная в 1869 году, именующаяся часовней Короля Оскара II. По утверждению туристического сайта Норвегии, среди местных жителей и гостей в тёплые летние дни популярны песчаные пляжи.
Гренсе-Якобсэльв является самой дальней точкой континентальной Норвегии, 2465 км от Осло, если ехать только через Норвегию, и на 500 км короче — через Швецию и Финляндию.